# 전화

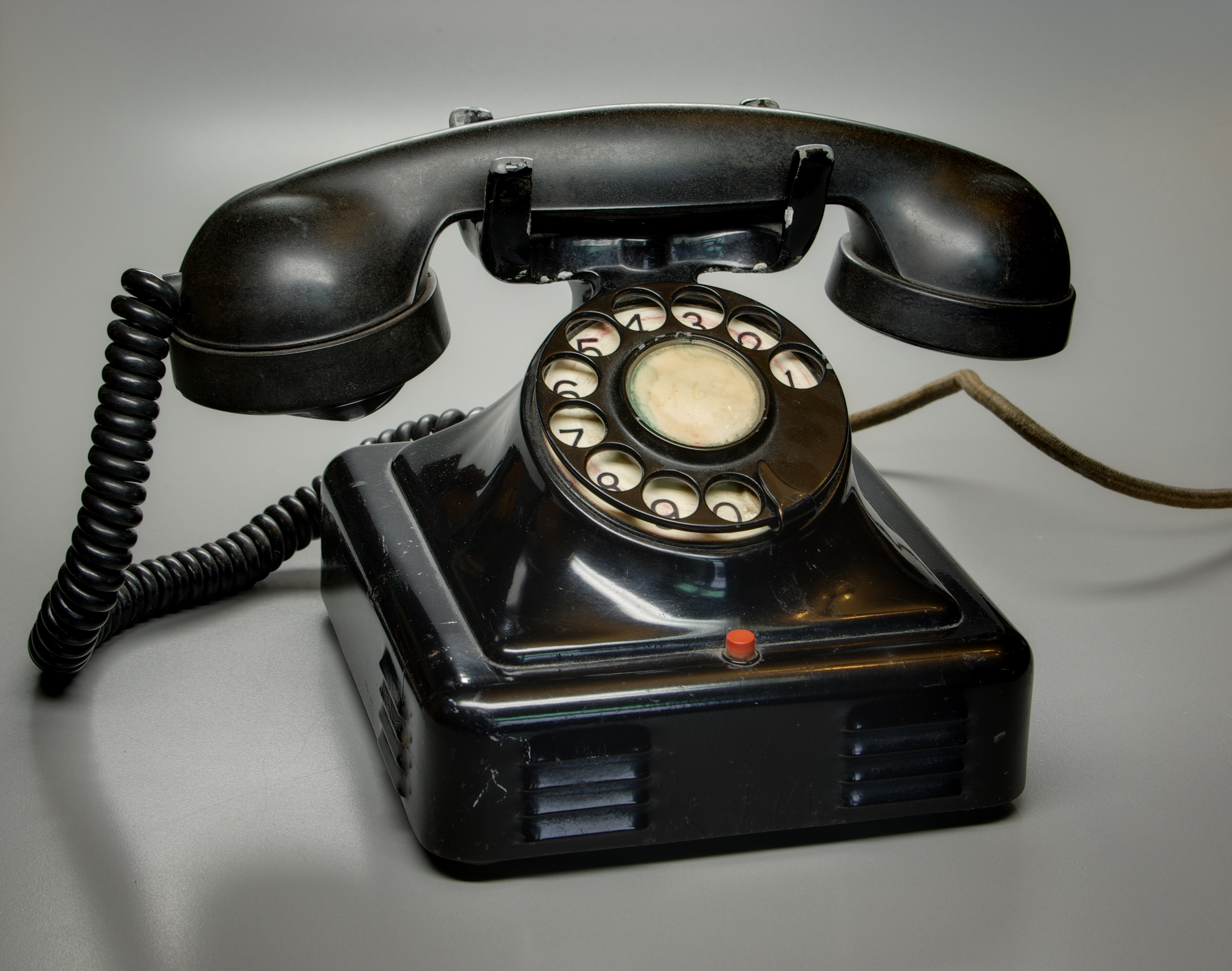
오래된 회전 다이얼 전화기

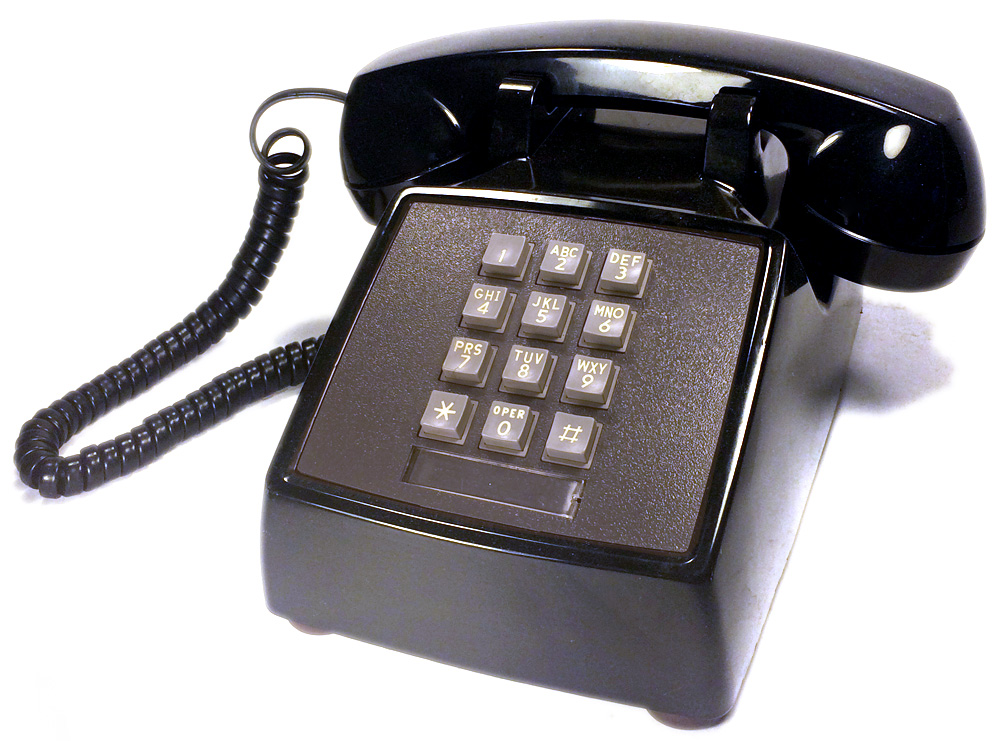
AT&T 웨스턴 일렉트릭이 만든 푸시버튼 전화기, 모델 2500 DMG 블랙, 1980

전화(電話, 영어: telephone, phone) 또는 전화기(電話機)는 음성을 전기신호로 바꾸어 먼 곳에 전송하고, 이 신호를 다시 음성으로 재생하여 거리를 둔 두 사람 사이의 통화를 가능하게 하는 기술 또는 그러한 장치이다. 다양한 종류의 전화기가 있으며, 1980년대 중반부터는 휴대전화가 개발되어 들고 다니면서 언제 어디서나 통화를 할 수 있게 되었다. 하지만 성능은 그리 좋지 않았다.또한 1980년대 후반부터는 컴퓨터의 모뎀을 이용하여 컴퓨터끼리 통화를 할 수 있게 되었다. 많은 국가들은 또한 거리에 공중전화를 설치하여, 필요할 때마다 이용료를 내도록 하는 대신 공중전화에서 통화를 쉽게 할 수 있도록 하였다.

## 역사

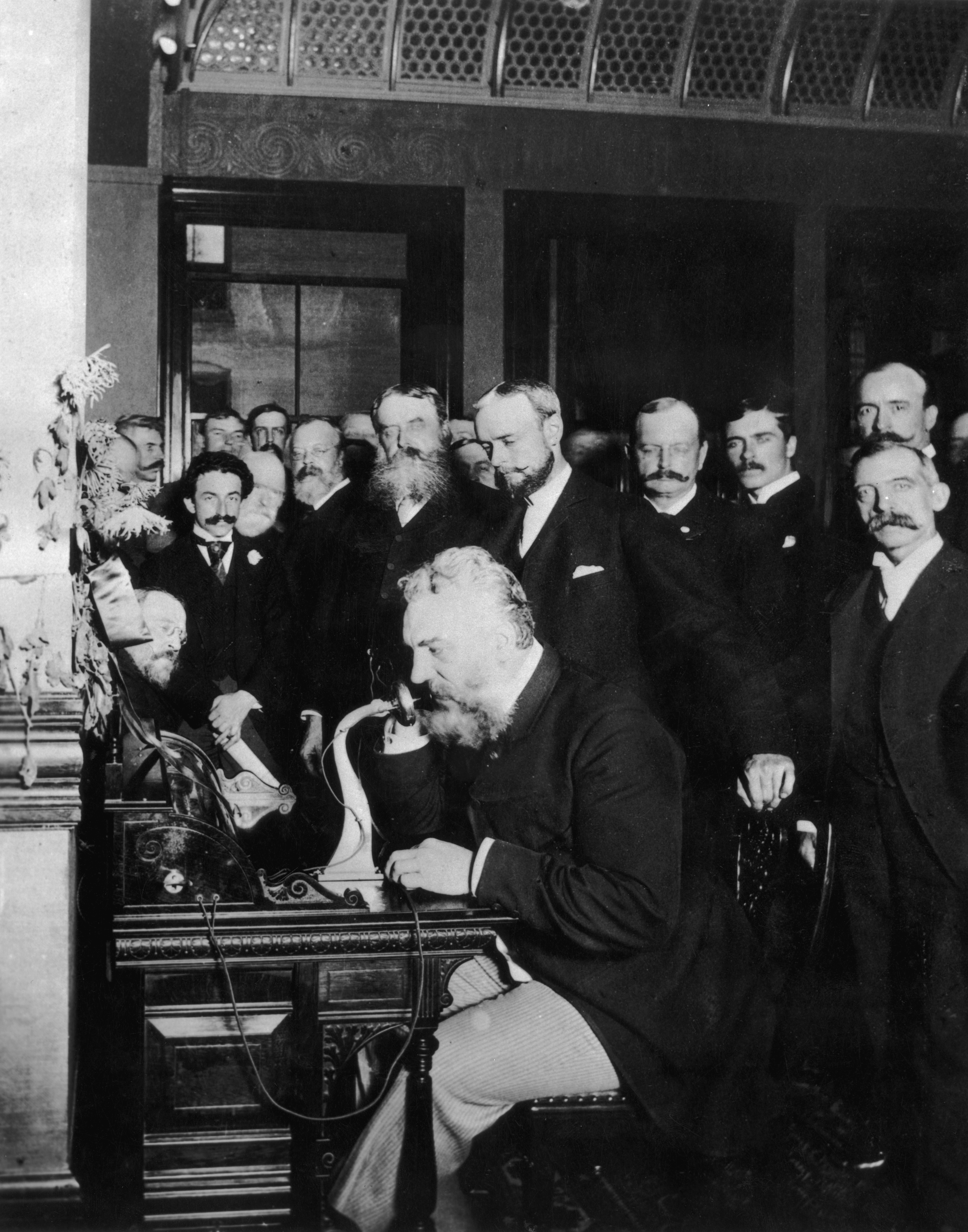
벨은 1892년에 시카고로 첫 전화를 걸었다.

최초의 다소 불안정한 모델은 전기 파동신호를 이용한 것으로, 최초의 모델은 1849년 쿠바의 아바나에서 이탈리아인 안토니오 메우치에 의해 개발되었다. 현재의 안정화된 모델은 1876년 알렉산더 그레이엄 벨에 의해 처음 고안되었으며 1878년 매사추세츠 보스턴에 처음으로 전화 교환국이 설립되었다. 이후 100년이 넘는 오랜 세월동안 최초 발명자가 알렉산더 그레이엄 벨인 것으로 알려져 있었다가, 2002년 미국 의회는 최초의 발명자를 안토니오 메우치로 인정하였다. 당시 그는 자금이 부족해 발명 사실을 세상에 알릴 수 없었고, 이미 그는 병으로 몸져 누운 상태였다. 한편 그는 1849년 이것을 발명할 당시 '텔레트로포노(teletrofono)'라고 불렀다. 알렉산더 그레이엄 벨은 특허 출원 도중 같은 전화를 출원하려는 사람이 같은 날에 특허 출원을 하여 위기가 찾아왔으나 그레이엄 벨이 두 시간 더 빨라 최초의 발명자로 인정을 받게 되었다.

### 한국의 전화기 도입 역사
한국에 최초의 전화기가 도입된 것은 1882년이다. 청나라 톈진 유학생 상운(尙雲)이 3월에 조선으로 귀국하면서 전화기와 전선 100m를 가지고 왔다는 기록이 남아 있다. 1893년 11월 정부는 지금의 세관에 해당하는 총해관(總海關)에 "일본 동경에서 구입해 들여오는 전화기와 전료(전화기 재료) 등을 면세하라."는 공문을 내렸다는 기록이 남아 있다.
현재 남아있는 최초의 통화기록은 1898년 1월 24일(광무 2년)으로 그 내용은 “외국 함대가 나타났다”였다.
1896년 덕수궁에 자석식 전화기가 설치되어 고종이 즐겨 사용하였다. 이 전화는 주요 관아는 물론 인천까지 개통되었다. 당시 을미사변으로 명성황후가 시해되자 백범 김구는 복수하겠다면서 쓰치다 조스케(土田讓亮)라는 일본인을 살해해 사형선고를 받고 인천감옥에서 사형 집행을 기다리고 있었다. 고종은 인천감옥에 직접 전화를 걸어 청년 김구에 대한 사형집행을 중지시켰다. 이는 전화가 개통된지 사흘째 되는 날이었다. 그 이후에도 고종은 전화기를 자주 사용하였는데, 명성황후의 유해가 안장된 홍릉에 매일 아침 전화를 걸어 사별한 부인을 그리워했다고 한다.
1902년 3월 서울과 인천 사이에 일반인들이 사용할 수 있는 공중전화가 개설되었다. 이후 대한제국 정부는 서울과 개성, 개성과 평양, 서울과 수원 등 전화 통화권을 확대했다. 1905년 4월 대한제국의 통신사업권을 일본에 빼앗기면서 전화 보급이 중단되었다.

## 기본 원칙
전화기는 똑같은 트위스티드 페어 선 위에 시시각각 신호와 음성이라는 두 가지 정보를 다룬다. 신호 처리 장비는 사용자에게 전화 받음을 알려 주는 종(벨)과 전화를 걸 수 있도록 전화번호를 입력하는 숫자반(다이얼)을 이루고 있다. 전화 교환기는 직류를 찾아내서 디지트 리시버를 부착한 다음 발신음을 내보낸다. 사용자는 번호반 안의 발신음 발생기에 연결된 전화 단추를 눌러 DTMF 발신음을 만들어 낸다. 교환기는 선을 "연결하고자 하는 회선"에 연결하고 그 회선에 통보를 보낸다.

## 구조

### 전화 교환기
한 전화 가입자의 전화기를 상대방의 전화기와 연결해 주게 하는 장치이다. 초기에는 사람이 직접 신호를 받아서 상대방의 전화기를 수동으로 연결하는 수동식 교환기가 사용되었으나, 이후 상대방의 전화 번호를 입력하여 자동적으로 상대방의 전화기와 연결하는 자동식 교환기로 대체되어 사용되고 있다. 수동식 교환기 시절에는 자석식과 공전식의 전화기가 사용되었으나, 자동식 교환기 이후에는 다이얼식과 버튼식의 전화기가 등장하여, 현재에는 버튼식 전화기가 널리 쓰인다.
- 자석식 : 가장 초기에 나온 연결 방식이다. 전화기마다 통화에 필요한 전지와 교환대를 부르는 데 사용하는 자석 발전기로 이루어져 있다. 이 자석 발전기를 돌려서 신호를 내어 연결한다.

- 공전식 : 기존 자석식에 쓰이는 전지를 갈아야 하는 불편함과 발전기가 자주 고장나는 문제점을 해결하기 위해 나온 방식으로, 통화에 필요한 전지와 호출용 신호 발생 장치를 전화국에 설치하여 공동으로 사용하도록 만든 방식.

- 다이얼식 : 1980년대까지 널리 이용된 전화 번호 입력 방식으로, 원판 위에 손가락이 들어갈 만한 크기의 구멍이 있으며, 각각 0에서 9까지의 번호를 담당한다. 전화 번호를 입력할 때 해당 번호의 구멍을 넣어서 다이얼을 끝까지 돌렸다 놓는다. 해당 번호가 위치한 거리에 따라 일정한 전기 펄스가 발생하며, 이 펄스를 전화통신망의 컴퓨터에서 감지하여 해당되는 번호의 전화를 찾아내어 연결한다.

- 버튼식 : 오늘날 널리 이용되는 전화 번호를 입력하는 장치로 0에서 9까지의 숫자와 '*(별표)', '#(샵 또는 井)'를 포함하여 12개의 단추로 구성되어 있다. 이 번호판의 단추를 누르면 숫자에 따라 일정한 전기 펄스 또는 소리가 나게 된다. 이 펄스나 소리를 전화통신망의 컴퓨터에서 감지하여 해당되는 번호의 전화를 찾아내어 연결한다.

### 송화기

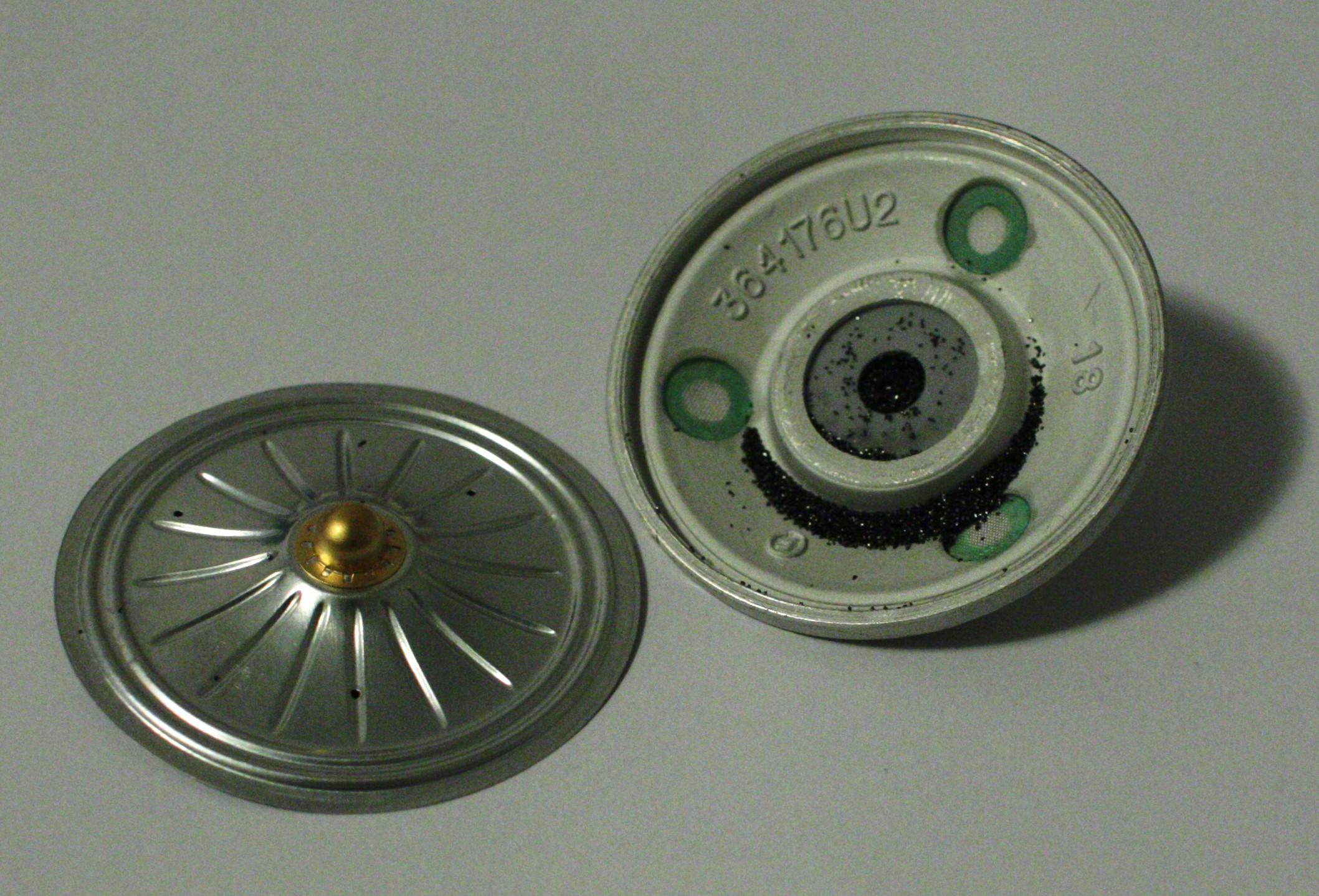
에릭슨 탄소 송화기를 분해한 모습

전화에서 음성 신호를 전기 신호로 바꾸는 역할을 한다. 송화기는 크게 탄소 송화기와 포일일렉트렉(foil-electret) 축전기 마이크로폰이 있다.
탄소 송화기 안에는 탄소 알갱이가 들어 있는 탄소통과 그 전면에 알루미늄 등의 얇고 가벼운 금속판으로 된 진동판이 있다. 송화기 속에 음성이 닿으면, 강약에 따라 진동판이 진동하여 탄소 알갱이를 누르는 힘이 변한다. 이 누르는 힘에 따라 전극간의 흐르는 전류가 변화하는데, 이를 음성 전류라고 한다. 이 음성 전류는 전화 교환기를 거치고 전화선을 통하여 상대방의 수화기로 전달된다.
포일일렉트렉 축전기 마이크로폰은 포일일렉트렉이라 부르는 진동판을 사용하는데, 한 쪽에 금속을 입힌 얇은 원형의 플라스틱으로 되어 있으며, 정전기를 띄고 있다. 이 진동판의 반대편에는 속이 빈 금속 원판으로 된 백플레이트(backplate)가 있는데, 진동판의 일부분만이 백플레이트와 직접적으로 닿아 있고, 그 외의 부분은 공기주머니를 통하여 백플레이트와 직접적으로 닿지 않는다.  진동판과 백플레이트 사이에는 전기장이 형성되며, 진동판과 백플레이트 사이의 거리에 따라 전기장의 세기가 달라진다. 음성이 닿으면 진동판이 공기주머니 안에서 진동하는데, 이 때 진동판의 진동 세기에 따라 진동판과 백플레이트 사이의 거리 간에 발생하는 전기장의 세기가 변하게 된다. 이 전기장의 세기는 음성 전류가 되어 전달된다.

### 수화기
상대방 송화기와 전화선을 거쳐 보내온 음성 전류를 다시 음성 신호로 바꾸는 역할을 한다. 수화기 안에는 영구 자석과 그 끝에 코일을 감은 전자석이 있고, 그 앞에 얇은 연철로 된 진동판이 있다. 전자석의 코일에 전류가 흐르면 발생하는 전류가 양방향으로 흐르며, 어느 방향으로 흐르냐에 따라 영구 자석이 진동판을 잡아 당기는 힘에 변화가 생기게 된다. 음성 전류가 전자석의 코일에 흐르면 음성 전류에 따라 전자석의 세기가 변화하며, 이것이 진동판을 끌어 당기는 힘의 크기에 따라 진동판이 진동되면서 소리가 나게 된다.

### 전화 연결

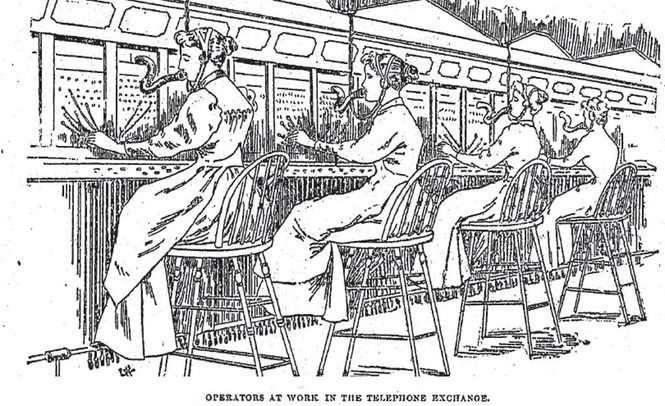
1893년 전화 교환원 그림

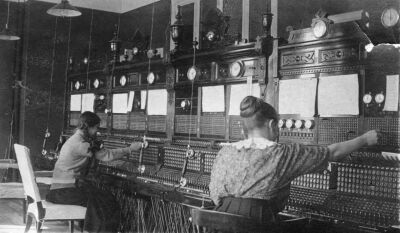
초기의 전화 교환원

수동식 교환기 시절에서는 전화를 걸면 전화 교환원이 손으로 직접 해당 케이블을 스위치보드에 꽃아서 원하는 곳과 연결하는 방식을 사용하였다. 이후 자동식 교환기가 등장하면서 컴퓨터가 직접 전자스위치를 조작하여 연결하는 방식을 쓰게 된다. 자동식 교환기는 전화번호를 누를 때 발생한 전류가 전화선을 통하여 교환국으로 전달되고, 전화국의 스위치가 이 번호의 신호를 인식하여 해당 신호의 전화를 연결한다.
자동식 교환기에 사용되는 스위치 시스템은 초기엔 아날로그 스위치가 사용되었으나, 오늘날에는 디지털 스위치가 사용된다.
아날로그 스위치는 전류를 디지털 형태가 아닌 본래의 아날로그 형태 그대로 전화망으로 보내는 방식이다. 변환 과정이 없기 때문에 구조는 간단하지만, 전류가 먼 거리를 진행하면서 약해지기 때문에 전송 도중에 지속적으로 증폭을 해야한다. 이 증폭과정에서 전류 신호를 간섭하는 신호도 만들어지는 문제가 생긴다.
디지털 스위치는 전류를 디지털 형태로 변환한 후 전화망으로 보내는 방식이다. 구조가 복잡해지지만 전송 도중에 전류가 약해져도 구조가 변형되는 염려가 적다.
전화 연결에 사용되는 전송 케이블은 구리선 케이블과 광 케이블이 사용된다. 구리선 케이블은 전기가 잘 통하는 구리를 이용한 것이고, 광 케이블은 광섬유를 이용한 것으로 디지털 신호의 0과 1 신호를 빛의 깜빡거림으로 변환하여 이를 광섬유를 통해 전달되고, 전달을 받은 후 빛을 인식하여 다시 디지털 신호로 바꾸는 방식이다.
전송 케이블 외에 마이크로파의 형태로 공중에서 전송되는 방식을 사용하기도 하며, 넓은 대륙간의 통신에 이용된다. 전화 신호를 중계국에서 받아 접시 형태의 파라볼라 안테나를 통하여 신호를 보내고 다음 중계국에서 파라볼라 안테나로 신호를 받는 방식을 사용한다. 우주의 인공 위성을 이용하여 마이크로파를 대양 건너까지 전송하기도 한다.

## 법적 관점
- 대한민국 : 대한민국 대법원은 전화방 영업을 위하여 설치한 전화기와 컴퓨터는 기간전기통신사업자로부터 전기통신역무를 제공받거나, 제공받은 전기통신역무를 이용하여 타인의 통신을 매개하고자 설치한 설비에 지나지 않으며, 자신의 전기통신에 이용하기 위하여 설치한 전기통신설비(즉, 자가전기통신설비)로는 볼 수 없다고 하였다.[2]

## 같이 보기
- 전화 통화
- 지역 코드
- 팩시밀리
- 전화번호
- 휴대 전화
- 전화도청